# Кастін (переписна місцевість, Мен)
Кастін (англ. Castine) — переписна місцевість (CDP) в США, в окрузі Генкок штату Мен. Населення — 1014 особи (2020).

## Географія
Кастін розташований за координатами 44°23′38″ пн. ш. 68°48′18″ зх. д. / 44.39389° пн. ш. 68.80500° зх. д. (44.393850, -68.804992).  За даними Бюро перепису населення США в 2010 році переписна місцевість мала площу 4,01 км², з яких 3,99 км² — суходіл та 0,02 км² — водойми.

## Демографія
Згідно з переписом 2010 року, у переписній місцевості мешкало 1029 осіб у 221 домогосподарстві у складі 106 родин. Густота населення становила 257 осіб/км².  Було 459 помешкань (114/км²).
Расовий склад населення:
| - 96,6 % — білих - 1,1 % — азіатів - 0,4 % — чорних або афроамериканців - 0,2 % — корінних американців |

До двох чи більше рас належало 1,3 %. Частка іспаномовних становила 1,5 % від усіх жителів.
За віковим діапазоном населення розподілялося таким чином: 5,0 % — особи молодші 18 років, 80,9 % — особи у віці 18—64 років, 14,1 % — особи у віці 65 років та старші. Медіана віку мешканця становила 21,4 року. На 100 осіб жіночої статі у переписній місцевості припадало 238,5 чоловіків;  на 100 жінок у віці від 18 років та старших — 250,5 чоловіків також старших 18 років.
Середній дохід на одне домашнє господарство  становив 80 004 долари США (медіана — 42 708), а середній дохід на одну сім'ю — 111 898 доларів (медіана — 80 114). За межею бідності перебувало 18,8 % осіб, у тому числі 14,8 % дітей у віці до 18 років та 1,3 % осіб у віці 65 років та старших.
Цивільне працевлаштоване населення становило 326 осіб. Основні галузі зайнятості: освіта, охорона здоров'я та соціальна допомога — 40,2 %, оптова торгівля — 10,7 %, роздрібна торгівля — 10,1 %, транспорт — 9,8 %.